# جيراردو رومانو
جيراردو رومانو (بالإسبانية: Gerardo Romano)‏ هو ممثل أرجنتيني، ولد في 6 يوليو 1946 ببوينس آيرس في الأرجنتين.

## وصلات خارجية
- جيراردو رومانو على موقع IMDb (الإنجليزية)
- جيراردو رومانو على موقع قاعدة بيانات الفيلم (الإنجليزية)